# Des Lacs
Pour la rivière, voir Des Lacs (rivière).
Des Lacs est une ville de l’État américain du Dakota du Nord, située dans le comté de Ward. 

## Histoire
Des Lacs a été fondée en 1888. Elle a été nommée d’après la rivière Des Lacs.

## Démographie
Selon le recensement de 2010, sa population s’élève à 204 habitants.
| 1920 | 1930 | 1940 | 1950 | 1960 | 1970 |
| ---- | ---- | ---- | ---- | ---- | ---- |
| 188  | 205  | 197  | 180  | 185  | 197  |

| 1980 | 1990 | 2000 | 2010 | - | - |
| ---- | ---- | ---- | ---- | - | - |
| 212  | 216  | 209  | 204  | - | - |

## Source
- (en) Cet article est partiellement ou en totalité issu de l’article de Wikipédia en anglais intitulé « Des Lacs, North Dakota » (voir la liste des auteurs).